# Copris kasagii
Copris kasagii là một loài bọ cánh cứng trong họ Bọ hung (Scarabaeidae).